# Krumiros
Los Krumiros, Khroumiros o Khmir (árabe: الخمير), son un grupo de tribus de origen árabe que forman una confederación tribal establecida en el noroeste de Túnez, dentro de una región que lleva su nombre, Krumiria. Es una de las confederaciones tribales tunecinas más grandes que consta de al menos 25 fracciones. Fue conocida en particular por su resistencia a la expedición francesa a Túnez en 1881.  
Ella reúne a las siguientes tribus : Ouchtata, Me rassen, Khezara, El Abidi, Zouaoui, Ouled Soltan, Hafsouni, Chiachia, Herzi, Selloul, Atatfa, Debabsa, Bouzazi, Ouled Amargo, Mekna, Nefzi, Fatnassa, Hedhil, Mersni, Amdoun, etc.
- Datos: Q117338205
- Multimedia: Khumayr / Q117338205